# Sobědruhy
Sobědruhy (německy Soborten) jsou část statutárního města Teplice. Nachází se na severovýchodě Teplic. Prochází zde silnice I/13. Sobědruhy jsou také katastrální území o rozloze 2,3 km².
Ve čtvrti se nachází 21 ulic: 5. května, Březový háj, Důlní, Haškova, K zámečku, Mírová, Na rozhraní, Nerudova, Pod kopcem, S. K. Neumanna, Srbická, U zámečku, Zahrádky, Žižkova, Husova, Bohosudovská, Stará, Polní, K Zámečku, Boční a Úzká.

## Název
Název vesnice je odvozen ze staroslověnského slova drugъ (česky druh) ve významu ves sobědruhů. Německá varianta Soborten vznikla zkomolením českého jména. V historických pramenech byla vesnice uváděna pod názvy: Sobiedruhy (1334), Sobijedruhi (1335), Sobiedruhy (1337), Sobodruhy (1418), Sobiedruhy (1542, 1561), Sobodruh (1584), Sobodruhy (1628), Soborten a Sobothrn (1787) a Soborten (1833).

## Historie
První písemná zmínka pochází z roku 1334.

## Obyvatelstvo
Při sčítání lidu v roce 1921 zde žilo 2 017 obyvatel (z toho 967 mužů), z nichž bylo 820 Čechoslováků, 1 104 Němců, patnáct Židů a 78 cizinců. Většina se jich hlásila k římskokatolické církvi, ale osmdesát lidí patřilo k evangelickým církvím, 64 k církvi izraelské a 412 jich bylo bez vyznání. Podle sčítání lidu z roku 1930 měly Sobědruhy 2 189 obyvatel: 909 Čechoslováků, 1 221 Němců, osm Židů, dva příslušníky jiné národnosti a 49 cizinců. Stále převažovala římskokatolická většina, ale žilo zde také 81 evangelíků, pět členů církve československé, 51 židů, čtyři členové jiných církví a 611 lidí bez vyznání.
|           | 1869 | 1880  | 1890  | 1900  | 1910  | 1921  | 1930  | 1950  | 1961  | 1970  | 1980  | 1991  | 2001  | 2011  | 2021  |
| --------- | ---- | ----- | ----- | ----- | ----- | ----- | ----- | ----- | ----- | ----- | ----- | ----- | ----- | ----- | ----- |
| Obyvatelé | 860  | 1 257 | 1 420 | 1 929 | 2 156 | 2 017 | 2 189 | 1 719 | 1 822 | 1 577 | 1 265 | 1 010 | 1 031 | 1 110 | 1 144 |
| Domy      | 90   | 107   | 114   | 141   | 159   | 164   | 212   | 346   | 317   | 317   | 288   | 311   | 327   | 343   | 369   |

## Obecní správa
Při sčítání lidu v letech 1869–1980 Sobědruhy byly samostatnou obcí, se kterým patřil nejprve do okresu Teplice, ale v letech 1921 a 1930 v okrese Teplice-Šanov a podruhé znovu v okrese Teplice. Od 1. července 1980 je částí statutárního města Teplice.

## Židovská obec v Sobědruhách

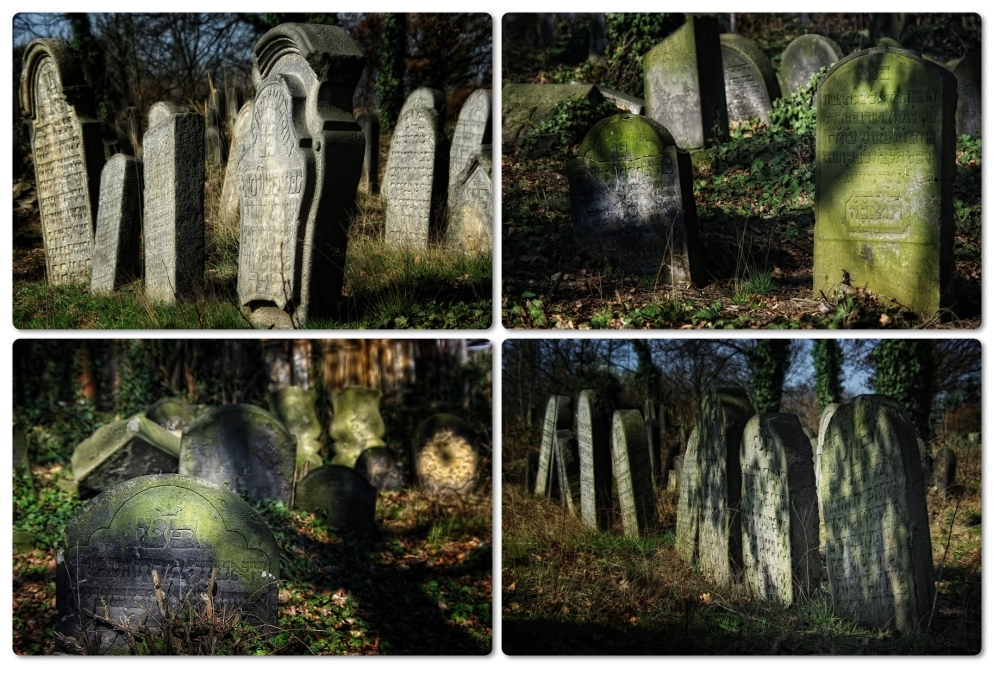
O někdejším významu sobědružské židovské obce svědčí dnes již jen zčásti dochovaný židovský hřbitov.

V minulosti, zejména v 17.–19. století, měla vesnice převážně židovské obyvatelstvo, byla to patrně jedna z nejstarších židovských obcí v severních Čechách. Na (velice atypické) věži s hodinami dnes již zaniklé sobědružské synagogy byly uvedeny dva letopočty: 1553 a 1654. Synagoga poprvé v písemných pramenech doložena na počátku 18. století, patrně však starší, prošla několika přestavbami; ačkoliv v Sudetech, nacisté jí během tzv. Křišťálové noci kvůli pozici v zástavbě nevypálili; stržena byla před rokem 1958.
Hebrejský a jidiš název Sobědruh zněl hebrejsky  זאבארטן ‎, Zobortn, objevuje se i ve variantě סאבארטען Sabarten. Oba názvy se dochovaly na několika sbírkových předmětech místní provenience v Židovském muzeu v Praze.
Do roku 1848 byli zdejší Židé nuceni žít v místním ghettu – zdejší Židovské ulici (německy Judengasse), název později (kol. 1900) změněn na U synagogy (německy Tempelgasse či Tempelstrasse), přetrval až do 2. sv. války, dnes ulice Bohosudovská. Zdejší ŽNO spadala určitou dobu do litoměřického okresního rabinátu, ale v roce 1883 se osamostatnila a zvolila si za rabína Chaima (Heinricha) Galandauera, autora díla „Der Socialismus im Bibel und Talmud“). Na počátku 20. století měla sobědružská židovská obec asi 150 členů.
Minimálně od roku 1669 zde existuje židovský hřbitov s řadou významných náhrobních kamenů. Až do roku 1751 zde byli pohřbíváni též Židé z Drážďan. Mnoho náhrobků nese nápis „מגרש פראג" ("Mi-Gereš Prag“), označující hroby Židů, kteří byli vyhnáni z Prahy, z nichž někteří „zemřeli jako mučedníci“.

## Osobnosti
- Dušan Třeštík (1933–2007), historik
- Václav Svatoň (1915–1982), fotbalista